# Сырпово
Сырпово (болг. Сърпово) — село в Болгарии. Находится в Силистренской области, входит в общину Силистра. Население составляет 55 человек.

## Политическая ситуация
Сырпово подчиняется непосредственно общине и не имеет своего кмета.
Кмет (мэр) общины Силистра — Иво Кирилов Андонов (инициативный комитет) по результатам выборов в правление общины.